# 米特科夫島
米特科夫島（英語：Mitkof Island）是美國阿拉斯加州的島嶼，屬於亞歷山大群島的一部分，長28公里、寬16公里，面積539平方公里，是美國第30大島嶼，最高點海拔高度1,011米，2000年人口3,364。彼得堡位於該島北部。
56°35′54″N 132°48′33″W / 56.59833°N 132.80917°W